# L. Scott Caldwell
Laverne Scott Caldwell (Chicago, 17 de abril de 1950) es una actriz estadounidense, conocida por su papel en la serie de televisión Lost, donde interpreta a Rose Henderson.
Caldwell, que ganó un grado en "Theater Arts" y comunicaciones de la Universidad Loyola Chicago, ha tenido varios papeles en películas, televisión y teatro. Entre las películas que ha participado, se pueden destacar Alaska Mystery, Waiting to Exhale, The Net, The Fugitive, Dutch y Without a Trace. Ha tenido roles recurrentes en Judging Amy, y fue estrella invitada en JAG, Chicago Hope, City of Angels y Promised Land, todos de la CBS. Sus créditos adicionales en la televisión incluyen The Practice, The Division, Any Day Now, Murder One, The Pretender, Grace Under Fire, Melrose Place, Lois & Clark, ER, Nip/Tuck, L.A. Law, Ghost Whisperer, Cold Case, Saving Grace y The Cosby Show.
En Broadway, ganó una concesión en los Premios Tony en 1988 por su papel en Joe Turner. Sus otros créditos de Broadway incluyen Proposals, A Month of Sundays y Home.
Sus apariciones más recientes son en Ghost Whisperer, Cold Case, Saving Grace y Bad Monkey. Originalmente iba a ser actriz regular de la serie Lost, pero en el DVD de la segunda temporada, se dio a conocer que su marido pasaba problemas de salud. La historia de su marido inspiró a los flashbacks en su episodio centrada en ella, "S.O.S." El personaje de Rose apareció solamente en dos episodios en la tercera temporada, "Grandes éxitos" y "A través del espejo".

## Obra

### Filmografía seleccionada
- The Fugitive (1993)
- Dragonfly (1995)
- The Net (1995)
- Dragonfly (2002)
- Lost (2004) como Rose Nadler
- Gridiron Gang (2006)
- Anatomía de Grey  (2011)
- How to Get Away with Murder (2016) como la compañera de celda de Annalise Keating.

### Televisión
- Lucifer (2020) Lily Rose (mayor)
- Insecure (2017) Cee Cee Carter
- Brooklyn Nine-Nine (2017) Laverne Holt
- How To Get Away With Murder (2017) Jasmine Bromelle
- Mercy Street (2016-2017) Belinda
- Madam Secretary (2015) Afeni Rahim
- That Gal...Who Was In That Thing: That Guy 2 (2015) Self (documental)
- Criminal Minds (2013) Tina Johnson
- Low Winter Sun (2013) Violet Geddes
- Private Practice (2012) Jillian McCray
- My America - Identity Stories "Bellagio" (transmisión web única de la serie de monólogos Center Stage) (2012) Narrador
- CSI: Crime Scene Investigation (2011) Mrs. Nora Parkes
- Grey's Anatomy (2011) Allison Cobb
- Jimmy Kimmel Live! (2010)
- Southland (2009, 2011–2013) Enid Adams (madre de Lydia)
- The Secret Life of the American Teenager (2008–2012) Margaret Shakur
- Without a Trace (2007) Rev. Anna Washington
- State of Mind (2007) Mrs. Williams
- Saving Grace (2007) Mama Dee Reynolds
- Lost (2004–2010) Rose Henderson
- Jozi-H (2007) Dra. Laura Shields (Canadian & South African TV)
- Cold Case (2006) Alice Stallworth
- Ghost Whisperer (2006) Liz
- ER (2004, 2006) Dra. Raab
- Nip Tuck (2003) Dra. Reed
- Queens Supreme (2003) Jueza Rose Barnea
- The Court (2002) Anne Marie
- Passions (2001) Consejeroa clínica
- The Practice (2001) Parole Board Chairperson
- Kate Brasher (2001) Mrs. Rumel
- The Division (2001) Detective Reese
- City of Angels (2000) Mrs. Angela Patterson
- Judging Amy (1999–2000) Tanya Miller
- Chicago Hope (1999) Bonnie Medina
- JAG (1999) Mrs. Flora Springs
- The Last Man on Planet Earth (1999) Ester
- Intimate Betrayal (1999) Detective Sheila Monroe
- Graham's Diner (1999) Verna
- Any Day Now (1998) Mrs. Opal Lee
- Tell Me No Secrets (1997) jueza
- Weapons of Mass Distraction (1997) Senadora Condon
- Murder One (1997) Anna Mae Brown
- Dying to Be Perfect (1996) Dra. Wallace
- The Pretender (1996) Gwen Porter
- Twilight Man (1996) Detective Lou Shannon
- Bringing Up Jack (1995) Dra. Davis
- Down Came a Blackbird (1995) Cirises
- Grace Under Fire (1995) Carol Briscoe
- Melrose Place (1994) Jueza Maxine Marco
- Lois & Clark (1993) Carol Sherman
- For the Love of My Child (1993) Rita Wilson
- Darkness Before Dawn (1993) enfermera
- The Switch (1993) Mrs. Linson
- Reasonable Doubts (1992) Eleanor Gilbert
- The Heights (1992) Joanne
- Equal Justice (1991) Mrs. Ida Bolton
- Thirtysomething (1991) Alice
- Baby of the Bride (1991) Dra. Davis
- Love Lies & Murder (1991) Jueza Starkey
- The Trials of Rosie O'Neill (1991) Emily Warner
- Doogie Howser (1990) Mrs. Alexander
- Dangerous Passion (1990) Ruby
- The Outsiders (1990) Barbra Richards
- Alien Nation (1989) Lyddie Tuggles
- Hunter (1989) Gloria Tessel
- Tour of Duty (1989) Selma Binion
- LA Law (1989) Wanda Havens
- TV 101 (1988) Mrs. Hines
- God Bless the Child (1988) Althea Watkins
- The Cosby Show (1988) Elizabeth
- The File on Jill Hatch (1983)
- All My Children Nurse Dragon Lady Flemming
- Search For Tomorrow

### Directora
- My Brothers and Me Documentary (2009)
- Standing On My Sisters' Shoulders Staged reading (2010)